# Straßenradsport-Weltmeisterschaften/Straßenrennen der Männer U23
Das Straßenrennen der Männer U23 ist ein Wettbewerb bei den Straßenradsport-Weltmeisterschaften. Es besteht seit 1996.
Nachdem die Amateurregeln bei den Olympischen Spielen aufgehoben worden war, wurde beim Radsport die Einheitslizenz eingeführt. Die Trennung der bis dahin bestehenden Straßenrennen der Profis und der Amateure wurde daher überflüssig. Das Amateur-Rennen war jedoch eine Gelegenheit für junge Fahrer gewesen, sich zu profilieren und für einen Vertrag bei einem Profi-Team zu empfehlen; in der Tat waren im Zeitraum von 1970 bis 1990 etwa die Hälfte der Sieger unter 23 Jahre alt gewesen. Um diesen jungen Fahrern weiter eine Entwicklungs-Perspektive zu geben, wurde die U23-Kategorie als Ersatz des Amateur-Rennens eingeführt, bisweilen wird es gar als Fortsetzung desselben angesehen.
2020 fand das U23-Straßenrennen infolge der Corona-Pandemie nicht statt. Ansonsten wurde es seit 1996 in jedem Jahr abgehalten. Die Länge des Rennens beträgt in der Regel zwischen 160 und 180 Kilometern.
Die UCI-Regeln für diesen Wettbewerb enthalten Zulassungsbeschränkungen, die sich im Laufe der Zeit mehrfach änderten. Ursprünglich waren sämtliche Fahrer ausgeschlossen, die bereits UCI-registrierten Teams angehörten. Ab 2007 waren nur noch Fahrer von UCI WorldTeams (damalige Bezeichnung: UCI ProTeams) betroffen. 2016 wurde die Teilnahme ganz freigegeben, außer für Fahrer, die bei einer vorherigen WM in der Elite angetreten waren. Ab 2025 sollen Fahrer von UCI WorldTeams erneut ausgeschlossen sein, außerdem die von UCI ProTeams.

## Palmarès
| Jahr | Austragungsort                      | Gold                                | Silber                              | Bronze                              |
| ---- | ----------------------------------- | ----------------------------------- | ----------------------------------- | ----------------------------------- |
| 1996 | Lugano                              | Giuliano Figueras                   | Roberto Sgambelluri                 | Luca Sironi                         |
| 1997 | San Sebastián                       | Kurt Asle Arvesen                   | Óscar Freire                        | Gerrit Glomser                      |
| 1998 | Valkenburg                          | Ivan Basso                          | Rinaldo Nocentini                   | Danilo Di Luca                      |
| 1999 | Verona                              | Leonardo Giordani                   | Luca Paolini                        | Matthias Kessler                    |
| 2000 | Plouay                              | Jewgeni Petrow                      | Jaroslaw Popowytsch                 | Lorenzo Bernucci                    |
| 2001 | Lissabon                            | Jaroslaw Popowytsch                 | Giampaolo Caruso                    | Ruslan Hryschtschenko               |
| 2002 | Zolder                              | Francesco Chicchi                   | Francisco Gutiérrez                 | David Loosli                        |
| 2003 | Hamilton                            | Sergey Lagutin                      | Johan Vansummeren                   | Thomas Dekker                       |
| 2004 | Verona                              | Kanstanzin Siuzou                   | Thomas Dekker                       | Mads Christensen                    |
| 2005 | Madrid                              | Dmytro Grabovskyy                   | William Walker                      | Jewgeni Popow                       |
| 2006 | Salzburg                            | Gerald Ciolek                       | Romain Feillu                       | Alexander Chatunzew                 |
| 2007 | Stuttgart                           | Peter Velits                        | Wesley Sulzberger                   | Jonathan Bellis                     |
| 2008 | Varese                              | Fabio Duarte                        | Simone Ponzi                        | John Degenkolb                      |
| 2009 | Mendrisio                           | Romain Sicard                       | Carlos Betancur                     | Jegor Silin                         |
| 2010 | Geelong                             | Michael Matthews                    | John Degenkolb                      | Guillaume Boivin Taylor Phinney     |
| 2011 | Kopenhagen                          | Arnaud Démare                       | Adrien Petit                        | Andrew Fenn                         |
| 2012 | Valkenburg                          | Alexei Luzenko                      | Bryan Coquard                       | Tom Van Asbroeck                    |
| 2013 | Florenz                             | Matej Mohorič                       | Louis Meintjes                      | Sondre Holst Enger                  |
| 2014 | Ponferrada                          | Sven Erik Bystrøm                   | Caleb Ewan                          | Kristoffer Skjerping                |
| 2015 | Richmond                            | Kévin Ledanois                      | Simone Consonni                     | Anthony Turgis                      |
| 2016 | Doha                                | Kristoffer Halvorsen                | Pascal Ackermann                    | Jakub Mareczko                      |
| 2017 | Bergen                              | Benoît Cosnefroy                    | Lennard Kämna                       | Michael Carbel Svendgaard           |
| 2018 | Innsbruck                           | Marc Hirschi                        | Bjorg Lambrecht                     | Jaakko Hänninen                     |
| 2019 | Harrogate                           | Samuele Battistella                 | Stefan Bissegger                    | Thomas Pidcock                      |
| 2020 | nicht ausgetragen (Corona-Pandemie) | nicht ausgetragen (Corona-Pandemie) | nicht ausgetragen (Corona-Pandemie) | nicht ausgetragen (Corona-Pandemie) |
| 2021 | Leuven                              | Filippo Baroncini                   | Biniam Girmay                       | Olav Kooij                          |
| 2022 | Wollongong                          | Jewgeni Fedorow                     | Mathias Vacek                       | Søren Wærenskjold                   |
| 2023 | Glasgow                             | Axel Laurance                       | António Morgado                     | Martin Svrček                       |
| 2024 | Zürich                              | Niklas Behrens                      | Martin Svrček                       | Alec Segaert                        |

## Medaillenspiegel
| Platz  | Land               | Gold | Silber | Bronze | Gesamt |
| ------ | ------------------ | ---- | ------ | ------ | ------ |
| 1      | Italien            | 6    | 6      | 4      | 16     |
| 2      | Frankreich         | 5    | 3      | 1      | 9      |
| 3      | Norwegen           | 3    | 0      | 3      | 6      |
| 4      | Deutschland        | 2    | 3      | 2      | 7      |
| 5      | Ukraine            | 2    | 1      | 1      | 4      |
| 6      | Kasachstan         | 2    | 0      | 0      | 2      |
| 7      | Australien         | 1    | 3      | 0      | 4      |
| 8      | Schweiz            | 1    | 1      | 1      | 3      |
| 8      | Slowakei           | 1    | 1      | 1      | 3      |
| 10     | Kolumbien          | 1    | 1      | 0      | 2      |
| 11     | Russland           | 1    | 0      | 3      | 4      |
| 12     | Belarus            | 1    | 0      | 0      | 1      |
| 12     | Slowenien          | 1    | 0      | 0      | 1      |
| 12     | Usbekistan         | 1    | 0      | 0      | 1      |
| 15     | Belgien            | 0    | 2      | 2      | 4      |
| 16     | Spanien            | 0    | 2      | 0      | 2      |
| 17     | Niederlande        | 0    | 1      | 2      | 3      |
| 18     | Eritrea            | 0    | 1      | 0      | 1      |
| 18     | Portugal           | 0    | 1      | 0      | 1      |
| 18     | Südafrika          | 0    | 1      | 0      | 1      |
| 18     | Tschechien         | 0    | 1      | 0      | 1      |
| 22     | Großbritannien     | 0    | 0      | 3      | 3      |
| 23     | Dänemark           | 0    | 0      | 2      | 2      |
| 24     | Finnland           | 0    | 0      | 1      | 1      |
| 24     | Kanada             | 0    | 0      | 1      | 1      |
| 24     | Österreich         | 0    | 0      | 1      | 1      |
| 24     | Vereinigte Staaten | 0    | 0      | 1      | 1      |
| Gesamt | Gesamt             | 28   | 28     | 29     | 85     |